# Región de Tchologo
Tchologo es una de las treinta y una regiones de Costa de Marfil. En mayo de 2014 tenía una población censada de 467 958 habitantes. Está formada por los siguientes departamentos, que se muestran igualmente con población de mayo de 2014:
- Ferkessédougou 143,263
- Kong 87,929
- Ouangolodougou 236,766[1]